# Ropalopus sanguinicollis
Ropalopus sanguinicollis là một loài bọ cánh cứng trong họ Cerambycidae.